# Lijst van rijksmonumenten in Den Haag/Loosduinen
Het stadsdeel Loosduinen in Den Haag kent 19 inschrijvingen in het rijksmonumentenregister; hieronder een overzicht.

## Bohemen en Meer en Bos
Bohemen en Meer en Bos kent 5 rijksmonumenten:
| Object                                       | Oorspronkelijke functie? | Bouwjaar     | Architect                        | Locatie              | Coördinaten?                 | Nr.?   | Afbeelding                                   |
| -------------------------------------------- | ------------------------ | ------------ | -------------------------------- | -------------------- | ---------------------------- | ------ | -------------------------------------------- |
| Daltoncollege                                | Onderwijs en wetenschap  | 1930-33      | J.J. Brandes; D.C. van der Zwart | Aronskelkweg 1       | 52° 4' 5" NB, 4° 14' 23" OL  | 459742 | Meer afbeeldingen                            |
| Boerderij op langgerekte plattegrond         | Bijgebouwen              | 18e eeuw     |                                  | Heliotrooplaan 5     | 52° 3' 51" NB, 4° 13' 46" OL | 515714 | Boerderij op langgerekte plattegrond         |
| Meer en Bos: historische tuin- en parkaanleg | Tuin, park en plantsoen  | 17e-18e eeuw |                                  | Heliotrooplaan bij 5 | 52° 3' 55" NB, 4° 13' 51" OL | 515713 | Meer en Bos: historische tuin- en parkaanleg |
| Meer en Bos: vrijstaande bakstenen schuur    | Bijgebouwen              |              |                                  | Heliotrooplaan bij 5 | 52° 3' 51" NB, 4° 13' 46" OL | 529294 | Meer en Bos: vrijstaande bakstenen schuur    |
| Meer en Bos: restant van tuinmuur            | Bijgebouwen              | 19e eeuw     |                                  | Heliotrooplaan bij 5 | 52° 3' 51" NB, 4° 13' 46" OL | 529295 | Meer en Bos: restant van tuinmuur            |

## Kijkduin
Kijkduin kent 9 rijksmonumenten:
| Object                                                                         | Oorspronkelijke functie? | Bouwjaar | Architect             | Locatie              | Coördinaten?                 | Nr.?   | Afbeelding                                                                     |
| ------------------------------------------------------------------------------ | ------------------------ | -------- | --------------------- | -------------------- | ---------------------------- | ------ | ------------------------------------------------------------------------------ |
| Linkerhelft van dubbele vrijstaande villa in cottagestijl                      | Woonhuis                 | 1920-23  | J. Duiker; B. Bijvoet | Duinlaan 149         | 52° 4' 7" NB, 4° 13' 45" OL  | 476935 | Linkerhelft van dubbele vrijstaande villa in cottagestijl                      |
| Duinvliet                                                                      | Woonhuis                 | 1920-23  | J. Duiker; B. Bijvoet | Duinlaan 151         | 52° 4' 7" NB, 4° 13' 46" OL  | 477013 | Duinvliet                                                                      |
| Tenrande                                                                       | Woonhuis                 | 1920-23  | J. Duiker; B. Bijvoet | Duinlaan 153         | 52° 4' 8" NB, 4° 13' 49" OL  | 477014 | Tenrande                                                                       |
| 't Honk                                                                        | Woonhuis                 | 1920-23  | J. Duiker; B. Bijvoet | Meer en Boslaan 102  | 52° 4' 7" NB, 4° 13' 44" OL  | 477015 | 't Honk                                                                        |
| Villa in een door de Amerikaanse architect Frank Lloyd Wright beïnvloede stijl | Woonhuis                 | 1920-23  | J. Duiker; B. Bijvoet | Meer en Boslaan 108  | 52° 4' 9" NB, 4° 13' 41" OL  | 477016 | Villa in een door de Amerikaanse architect Frank Lloyd Wright beïnvloede stijl |
| Villa in een door de Amerikaanse architect Frank Lloyd Wright beïnvloede stijl | Woonhuis                 | 1920-23  | J. Duiker; B. Bijvoet | Meer en Boslaan 110  | 52° 4' 9" NB, 4° 13' 40" OL  | 477017 | Villa in een door de Amerikaanse architect Frank Lloyd Wright beïnvloede stijl |
| Vrijstaande villa                                                              | Woonhuis                 | 1920-23  | J. Duiker; B. Bijvoet | Noordwijkselaan 2    | 52° 4' 8" NB, 4° 13' 48" OL  | 477019 | Vrijstaande villa                                                              |
| Rechterhelft van een dubbele vrijstaande villa in cottagestijl                 | Woonhuis                 | 1920-23  | J. Duiker; B. Bijvoet | Noordwijkselaan 8    | 52° 4' 10" NB, 4° 13' 44" OL | 477020 | Rechterhelft van een dubbele vrijstaande villa in cottagestijl                 |
| Villa in een door de Amerikaanse architect Frank Lloyd Wright beïnvloede stijl | Woonhuis                 | 1920-23  | J. Duiker; B. Bijvoet | Scheveningselaan 150 | 52° 4' 9" NB, 4° 13' 40" OL  | 477018 | Villa in een door de Amerikaanse architect Frank Lloyd Wright beïnvloede stijl |

## Ockenburgh
Ockenburgh kent 1 rijksmonument:
| Object              | Oorspronkelijke functie? | Bouwjaar                                         | Architect | Locatie        | Coördinaten?                | Nr.?   | Afbeelding        |
| ------------------- | ------------------------ | ------------------------------------------------ | --------- | -------------- | --------------------------- | ------ | ----------------- |
| Landgoed Ockenburgh | Kasteel, buitenplaats    | 17e eeuw (oorsprong) 1851 (bouw) 1889 (verbouwd) |           | Monsterseweg 4 | 52° 3' 13" NB, 4° 13' 7" OL | 477021 | Meer afbeeldingen |

## Kraayenstein en Vroondaal
Kraayenstein en Vroondaal kent 2 rijksmonumenten:
| Object | Oorspronkelijke functie?  | Bouwjaar | Architect | Locatie                        | Coördinaten?                | Nr.?  | Afbeelding                                                                                                |
| --- | ------------------------- | -------- | --------- | ------------------------------ | --------------------------- | ----- | --- |
| Ten dele gepleisterd molenaarshuis onder een met pannen gedekt zadeldak tussen puntgevels met vlechtingen | Woonhuis                  | 18e eeuw |           | Margaretha van Hennebergweg 2  | 52° 3' 1" NB, 4° 14' 11" OL | 17756 | Ten dele gepleisterd molenaarshuis onder een met pannen gedekt zadeldak tussen puntgevels met vlechtingen |
| De Korenaer/Prins Maurits                                                                                 | Industrie- en poldermolen | 1721     |           | Margaretha van Hennebergweg 2A | 52° 3' 0" NB, 4° 14' 11" OL | 17890 | Meer afbeeldingen                                                                                         |

## Loosduinen
De wijk Loosduinen kent 1 rijksmonument:
| Object               | Oorspronkelijke functie? | Bouwjaar   | Architect | Locatie              | Coördinaten?               | Nr.?  | Afbeelding        |
| -------------------- | ------------------------ | ---------- | --------- | -------------------- | -------------------------- | ----- | ----------------- |
| Abdij van Loosduinen | Kerk en kerkonderdeel    | vanaf 1238 |           | Willem III straat 40 | 52° 3' 2" NB, 4° 14' 6" OL | 18107 | Meer afbeeldingen |

## Waldeck
Waldeck kent 1 rijksmonument in de buurt Rosenburg:
| Object         | Oorspronkelijke functie? | Bouwjaar              | Architect | Locatie      | Coördinaten?                | Nr.?  | Afbeelding        |
| -------------- | ------------------------ | --------------------- | --------- | ------------ | --------------------------- | ----- | ----------------- |
| Huis Rozenburg | Woonhuis                 | eerste helft 19e eeuw |           | Dadelplein 1 | 52° 3' 40" NB, 4° 15' 6" OL | 17519 | Meer afbeeldingen |